# Gibraltar na Mistrzostwach Europy w Lekkoatletyce 2010
Gibraltar na Mistrzostwach Europy w Lekkoatletyce 2010 reprezentował 1 zawodnik - sprinter Dominic Carroll.

## Występy reprezentantów Gibraltaru

### Mężczyźni

#### Konkurencje biegowe i chód
| Zawodnik        | Konkurencja | Eliminacje | Eliminacje | Półfinał | Półfinał | Finał    | Finał |
| Zawodnik        | Konkurencja | Rezultat   | Poz.       | Rezultat | Poz.     | Rezultat | Poz.  |
| --------------- | ----------- | ---------- | ---------- | -------- | -------- | -------- | ----- |
| Dominic Carroll | 100 m       | DSQ        | DSQ        |          |          |          |       |